# Rairakhol
Rairakhol (auch Redhakhol) ist ein Ort im Distrikt Sambalpur im indischen Bundesstaat Odisha.
Er liegt 60 km südlich der Distriktshauptstadt Sambalpur und 27 km nördlich von Boudh. Durch Rairakhol führt die nationale Fernstraße NH 42 (Angul–Sambalpur).
Beim Zensus 2011 hatte Rairakhol 15.379 Einwohner.
Rairakhol hat als Stadt den Status eines Notified Area Councils.
Der Ort war namensgebend für den früheren Fürstenstaat Rairakhol.